# Głupi ja
Głupi ja – utwór i trzeci singel z albumu Głupi zespołu Ørganek. Jest to akustyczna piosenka zaaranżowana na styl country, z charakterystyczną kowbojską przyśpiewką i modulacją głosu przez Tomasza Organka.

## Notowania
- Rocklista – Radio Sfera: 2[3]
- Lista Przebojów Programu Trzeciego: 4[4]
- Mniej Więcej Lista – Radio Zachód: 15[5]
- Lista Przebojów Radia Merkury: 25[6]
- Top Radio Songs: 36[7]

## Teledysk
Został opublikowany w serwisie YouTube 6 listopada 2014. Wyprodukowany przez Przemysława Karolczyka i portal uwolnijmuzyke.pl obraz powstał według reżyserii, scenariusza, i ze zdjęciami Piotra Mikucia. Zdjęcia wykonano w opuszczonym sanatorium w Gdyni Orłowie.